# Bebel Gilberto
Bebel Gilberto (New York, 12 mei 1966) is een Amerikaans-Braziliaanse zangeres, dochter van de legendarische musicus João Gilberto en de zangeres Miúcha. Begin jaren negentig woonde Gilberto enkele jaren in New York, waar ze met onder anderen David Byrne werkte.
De afgelopen jaren heeft zij enkele albums uitgebracht waarop zij de bossanovatraditie vermengt met andere stijlen. Van haar eerste album Tanto Tempo uit 2000 werd een jaar later een album met remixen (onder meer door Da Lata) uitgebracht. In 2004 verscheen haar album Bebel Gilberto, geproduceerd door Marius de Vries, een producent die ook met Björk, Madonna en Annie Lennox werkte. De cd bevat vooral zelfgeschreven nummers, deels in het Engels, deels in het Portugees. In 2007 verscheen het album Momento. Alle albums van Gilberto verschenen bij een Belgisch label, Crammed.

## Discografie

### Studio-albums
- Um Certo Geraldo Pereira, Funarte (met Pedrinho Rodrigues) (1983), Atração
- De Tarde, Vendo O Mar (met Luizão Maia & Banzai) (1991)
- Tanto Tempo (2000), Ziriguiboom
- Bebel Gilberto (2004), Ziriguiboom
- Momento (2007), Ziriguiboom
- All in One (2009), Verve Records
- Tudo  (2014), Sony
- Agora (2020)
- João (2023)

### Remixalbums
- Tanto Tempo Remixes (2001), Ziriguiboom
- Tanto Tempo (Special Remix Edition), (2003) EastWest Records
- Bebel Gilberto Remixed (2005), Ziriguiboom

### Ep's
- Bebel Gilberto (EP) (1986), Warner Jazz
- Bring Back The Love — Remixes EP 1 (2007) [digital-only]
- Bring Back The Love — Remixes EP 2 (2007) [digital-only]
- Live Session (iTunes Exclusive) – EP (2008) [digital-only]